# 米哈爾基夫 (喬爾特基夫區)
48°37′37″N 26°5′18″E / 48.62694°N 26.08833°E
米哈爾基夫（烏克蘭語：Михалків），是烏克蘭的村落，位於該國西部捷爾諾波爾州，由喬爾特基夫區負責管轄，處於尼奇拉瓦河畔，距離烏斯佳1公里，面積0.12平方公里，海拔高度202米，2001年人口247。